# Església de la Mare de Déu de les Neus (Miravete de la Sierra)
L'Església de la Mare de Déu de les Neus (Maestrat aragonés, Aragó) és una església gòtico-renaixentista del segle xvi, exactament de 1574, construïda totalment amb carreu perfectament esquadrat i que consta de dos volums clarament diferenciats: el cos de l'església i la torre.
L'església consta d'una capçalera poligonal i una única nau amb tres trams, amb una sèrie de capelles laterals entre els contraforts, tot cobert amb voltes de creueria estrellada. L'estructura interior és molt senzilla i els paraments murals sols es veuen interromputs per les embocadures de les capelles laterals i els buits de la il·luminació, tots ells amb arcs de mig punt.
A l'interior destaca la decoració barroca classicista del 1802 que recorre tota la nau amb pintures murals i estucs.
La torre està situada als peus de l'edifici, i presenta quatre cossos. Els tres primers tenen planta quadrada i estan tancats i l'últim és octogonal i obert, ja que té la funció de cos de campanes. A més a més, compta amb una cuculla cònica amb remat. A la part inferior hi ha un pòrtic que alberga la portada classicista i que dona accés, pel costat contrari, a la llotja i a la casa consistorial.